# IC 518
IC 518 — галактика типу NF (в процесі підтвердження) у сузір'ї Гідра.
Цей об'єкт міститься в оригінальній редакції індексного каталогу.